# دهستان گاوخونی جنوبی
دهستان گاوخونی جنوبی، یکی از دهستان‌های بخش مرکزی شهرستان ورزنه در استان اصفهان ایران است.

## جمعیت
براساس سرشماری عمومی نفوس و مسکن در سال ۱۳۹۵، جمعیت دهستان رودشت برابر با ۳،۹۳۷ نفر بوده‌است.